# Slavko Linić
Slavko Linić (ur. 19 września 1949 w Mikelji) – chorwacki polityk, ekonomista i samorządowiec, burmistrz Rijeki, parlamentarzysta, w latach 2000–2003 wicepremier, od 2011 do 2014 minister finansów.

## Życiorys
W 1972 ukończył studia ekonomiczne na Uniwersytecie w Rijece. Został członkiem Związku Komunistów Jugosławii. W latach 70. pracował w różnych przedsiębiorstwach, m.in. jako dyrektor finansowy. Od 1979 do 1990 zajmował stanowisko dyrektora finansowego w rafinerii ropy naftowej w Rijece, wchodzącej w skład koncernu naftowego INA.
W 1990 dołączył do postkomunistycznej Socjaldemokratycznej Partii Chorwacji. W tym samym roku został przewodniczącym komitetu wykonawczego Rijeki, a w 1993 objął stanowisko burmistrza tej miejscowości, które zajmował do 2000. W 1997 po raz pierwszy wybrany w skład Zgromadzenia Chorwackiego. Z powodzeniem ubiegał się o reelekcję w wyborach w 2000, 2003, 2007 i 2011.
Od stycznia 2000 do grudnia 2003 sprawował urząd wicepremiera w pierwszym i drugim rządzie Ivicy Račana. W grudniu 2011, po powrocie socjaldemokratów do władzy, został ministrem finansów w gabinecie Zorana Milanovicia. Odwołany w maju 2014, gdy urzędujący premier zarzucił mu odpowiedzialność za nabycie przez resort finansów nieruchomości po zawyżonej cenie.
Slavko Linić wystąpił wówczas z SDP, dokończył poselską kadencję jako deputowany niezależny. Podejmował następnie współpracę z ugrupowaniami byłego prezydenta Iva Josipovicia i burmistrza Zagrzebia Milana Bandicia.